# Comté des Grampians Nord
Le comté des Grampians Nord est une zone d'administration locale dans l'ouest du Victoria en Australie
Il résulte de la fusion en 1994 des anciens villes de Stawell, St Arnaud, des comtés de Stawell, Kara Kara et partiellement des comtés de Wimmera, Dunmunkle et Donald.
Le comté comprend les villes de Halls Gap, St Arnaud et Stawell.